# Torontos sexdagars
Torontos sexdagars var ett kanadensiskt sexdagarslopp i bancykling som avhölls i Mutual Street Arena i Toronto 1912 och 1913, samt återigen från 1932 till 1937. 1965 kördes en enstaka upplaga i Maple Leaf Gardens.

## Podieplaceringar
| År             | Vinnare                                         | Tvåa                                        | Trea                                         |
| 1912 okt.      | Paddy Hehir Eddy Root                           | Jim Moran André Perchicot                   | Worth Mitten Fred Wells                      |
| 1913 ?         | Alfred Grenda Ernie Pye                         | ?                                           | ?                                            |
| 1914-1931      | ej avhållet                                     |                                             |                                              |
| 1932 maj       | Reginald Fielding William Peden                 | Henri Lepage Alfred Letourneur              | Jules Audy Harry Horan                       |
| 1932 okt.      | Albert Crossley Reginald McNamara               | Henri Lepage Bernhardt Stübecke             | Anthony Beckman Laurent Gadou                |
| 1933 apr./maj  | Gérard Debaets Alfred Letourneur                | Jules Audy William Peden                    | Reginald Fielding Harry Horan                |
| 1933 okt.      | Henri Lepage Alfred Letourneur                  | Jules Audy Piet van Kempen                  | William Peden Ewald Wissel                   |
| 1934 maj       | Jules Audy William Peden                        | Frank Bartell Charles Winter                | Reginald Fielding Laurent Gadou              |
| 1934 okt./nov. | Reginald Fielding Fred Ottevaire Jimmy Walthour | Sydney Cozens Godfrey Parrott William Peden | Joseph Clignet Ernest Muller Piet van Kempen |
| 1935 maj       | Albert Crossley William Peden                   | Gustav Kilian Heinz Vopel                   | Reginald Fielding Fred Ottevaire             |
| 1935 sep.      | Albert Crossley Jimmy Walthour                  | Fred Spencer Heinz Vopel                    | Frank Bartell Fred Ottevaire                 |
| 1936 apr./maj  | Jimmy Walthour Charles Winter                   | Jules Audy William Peden                    | Fred Spencer Freddy Zach                     |
| 1937 sep./okt. | Doug Peden William Peden                        | Laurent Gadou Jimmy Walthour                | Albert Crossley Reginald Fielding            |
| 1938-1964      | ej avhållet                                     |                                             |                                              |
| 1965 maj       | Emile Severeyns Rik Van Steenbergen             | Leandro Faggin Mino De Rossi                | Lucien Gillen Robert Lelangue                |